# Accolta Naziunale Corsa
L'Aliança Nacional Corsa (cors Accolta Naziunale Corsa ANC) és un partit polític de caràcter nacionalista cors i d'extrema esquerra. Representa una tendència moderada del FLNC, del que n'era rival, i d'A Cuncolta Naziunalista, separats en 1989. Era dirigida per Pierre Poggioli. Posa per davant la qüestió social a l'illa, reclamant més justícia social i millor repartició de riqueses i beneficis de l'economia en benefici de la majoria del poble cors, rebutjant tots els monopolis, inclosos els cors. Es va involucrat en el procés de creació del moviment Corsica Libera juntament amb Corsica Nazione Indipendente i Rinnovu Naziunale, que va celebrar el seu primer congrés l'1 de febrer de 2009, i dins del que es va dissoldre.